# Vescona
Vescona è una località del comune italiano di Asciano, nella provincia di Siena, in Toscana.

## Geografia fisica
Il borgo di Vescona è situato nella parte settentrionale del territorio del comune, a nord di Asciano, lungo la strada provinciale 438 Lauretana che collega il capoluogo comunale con Taverne d'Arbia e il raccordo Siena-Bettolle. Il nucleo castellano di Vescona è situato sulla cima di un colle marnoso, mentre poco più a valle, lungo la provinciale, si trova un secondo nucleo che ha come centro la chiesa alto-medievale di San Florenzo.
La località è interessata dalla presenza di varie sorgenti e corsi d'acqua, tra cui si ricordano il borro Cameroncino (2 km) e il fosso Botarino (2 km), affluenti del fosso Camerone (7 km), tributario dell'Ombrone, e il borro di Vescona (4 km), che nasce presso la chiesa e poi scorre in direzione sud fino ad immettersi nel borro La Causa (8 km), tributario dell'Arbia.
Vescona dista 9 km dal capoluogo comunale e poco più di 20 km da Siena.

## Storia
Il borgo della Vescona nacque in epoca alto-medievale e dovette godere di una certa importanza se la vicina chiesa di San Vito nel 712 era denominata San Vito in Vescona, e soltanto successivamente fu nota con il nome San Vito in Versuris. La chiesa di Vescona estendeva la propria giurisdizione ecclesiastica anche presso la vicina località di Pievina, dove la locale chiesa intitolata a san Giovanni Battista era infatti conosciuta come San Giovanni in Vescona.
Già nel secolo XI il borgo fu signoria dei conti Guinigi della Scialenga, o della Berardenga, che vi costruirono un castello citato in un benefizio del conte Ranieri al monastero della Berardenga nel 1025. Vescona è ricordata anche in una sentenza della canonica di San Marcellino in Chianti del maggio 1029 e poi in un atto di cessione da parte di Immone, vescovo di Arezzo, nel 1045. Altre menzioni notevoli nelle bolle pontificie di Alessandro lI dell'8 giugno 1070 e di Onorio III del 27 maggio 1220; e nei diplomi imperiali di Enrico IV del 4 giugno 1081 e di Federico I dell'8 agosto 1185.
Negli statuti senesi del 1298 è ricordata a Vescona la presenza di uno spedale per i pellegrini. Nel 1393 il comune di Siena vi fece costruire una roccaforte, poi inglobata nella fattoria di proprietà dei Chigi-Saracini.
Vescona contava 156 abitanti nel 1833.

## Monumenti e luoghi d'interesse

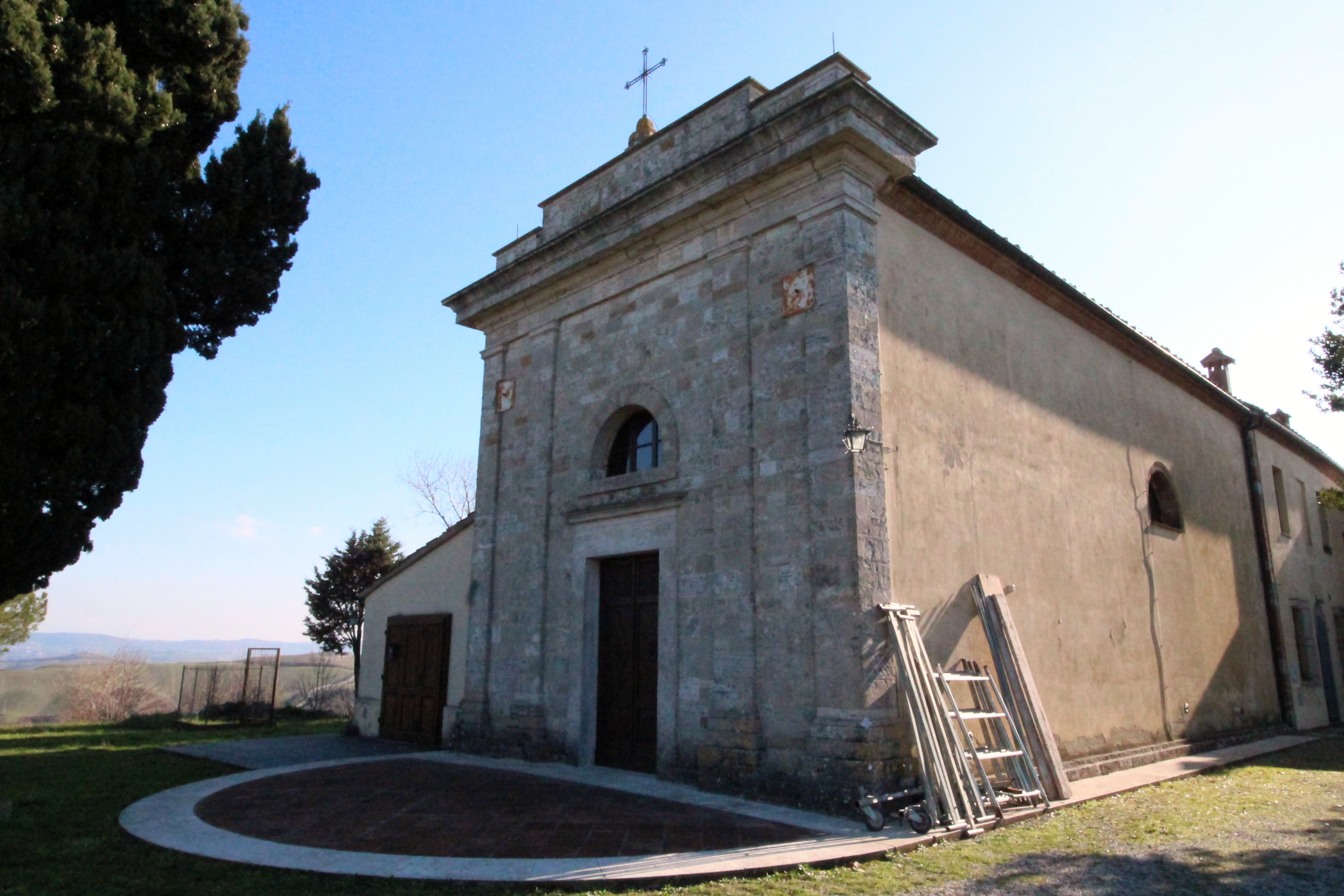
La chiesa di San Florenzo

- Chiesa di San Florenzo[2][8]
- Villa della Vescona, ex castello[1][2]

## Società

### Religione
Vescona è una delle quattro storiche parrocchie che compongono l'abbazia territoriale di Monte Oliveto Maggiore, sede della Chiesa cattolica immediatamente soggetta alla Santa Sede. La parrocchia di San Florenzo a Vescona si estende su un territorio di 78 abitanti.